# Kotkansaari (ö i Kymmenedalen)
Kotkansaari är en ö i Finland. Den ligger i Finska viken och i kommunen Kotka i den ekonomiska regionen  Kotka-Fredrikshamn i landskapet Kymmenedalen, i den södra delen av landet. Ön ligger i Kotka stad just söder om ön Hovinsaari och omkring 110 kilometer öster om Helsingfors.
Öns area är 4,07 kvadratkilometer och dess största längd är 3,3 kilometer i nord-sydlig riktning. Ön höjer sig omkring 20 meter över havsytan.
På Kotkansaari ligger Kotkas centrum och stadsdelen Katariina.